# Sint-Amandsstraat
De Sint-Amandsstraat is een straat in Brugge.

## Beschrijving
De straat werd voor het eerst genoemd in
- 1297: pro calceia reficienda in vico Sancti Amandi.

De Sint-Amandskapel in deze straat was volgens de traditie gebouwd door de heilige Amandus in de 8ste eeuw. De kapel stond afgebeeld op de kaart van Brugge door Marcus Gerards (1562). Ze was de kapel van het ambacht van de kruidhalle, de handelaars in kruiden en kruidenierswaren.
In 1797 werd de kapel verkocht en in 1817 afgebroken. De vrijgekomen ruimte werd ingelijfd in de openbare weg. Een monumentale waterpomp werd op de plek opgericht. In het Brugse spraakgebruik had men en heeft men het nog over de Bezemmarkt.
De Sint-Amandsstraat loopt van de Grote Markt naar de Korte Zilverstraat.

## Kleine Sint-Amandsstraat
De Kleine Sint-Amandsstraat loopt van de Sint-Amandsstraat naar de Steenstraat.
Ook al werd die naam reeds in de 15de eeuw gebruikt, er waren gelijktijdig nog twee andere benamingen in gebruik:
- Speghelstraatje, naar het huis De Speghele in de Steenstraat, op de westelijke hoek met het straatje.
- Appelstraatje, naar het huis de Appel in de Steenstraat, op de oostelijke hoek met het straatje.